# Noize Suppressor
Noize Suppressor est un producteur et disc jockey italien de mainstream hardcore. À l'origine un groupe formé en 1996, Noize Suppressor est pionnier du genre techno hardcore,. Chiappini étant devenu inactif au sein du groupe, c'est Dilillo qui prend possession du nom du groupe, la plupart du temps en association avec Stefano Soprani (DJ Dek) uniquement pour les performances en soirée. Noize Suppressor fait également partie du Hall of Fame du célèbre festival Thunderdome.

## Biographie

### Débuts
Alessandro Dilillo, principal membre du groupe, débute dans la musique en 1988 sous le nom de scène DJ Bike. Il s'entraine initialement à jouer aux Roland TR-909 et TB-303. Quelques années plus tard, il envoie quelques démos à des labels musicaux et se fait remarquer par Luca Pretolesi (Digital Boy) propriétaire du label discographique italien D-Boy Records,. 
C'est en 1996 que Dilillo débute officiellement sa carrière de producteur sous le nom de Bike avec l'extended play intitulé The Noise Suppressor,. Après quelques années avec Alessandro Chiappini, Dilillo emménage à Rome, en Italie, et c'est à cette période qu'il se joint à Rudy B, également surnommé « The Scratchmaster of Noize Suppressor »,. Dilillo, avec la coopération de Digital Boy, organise d'énormes soirées dans le club Gheodrome, localisé à Rimini.

### Popularité et innovations

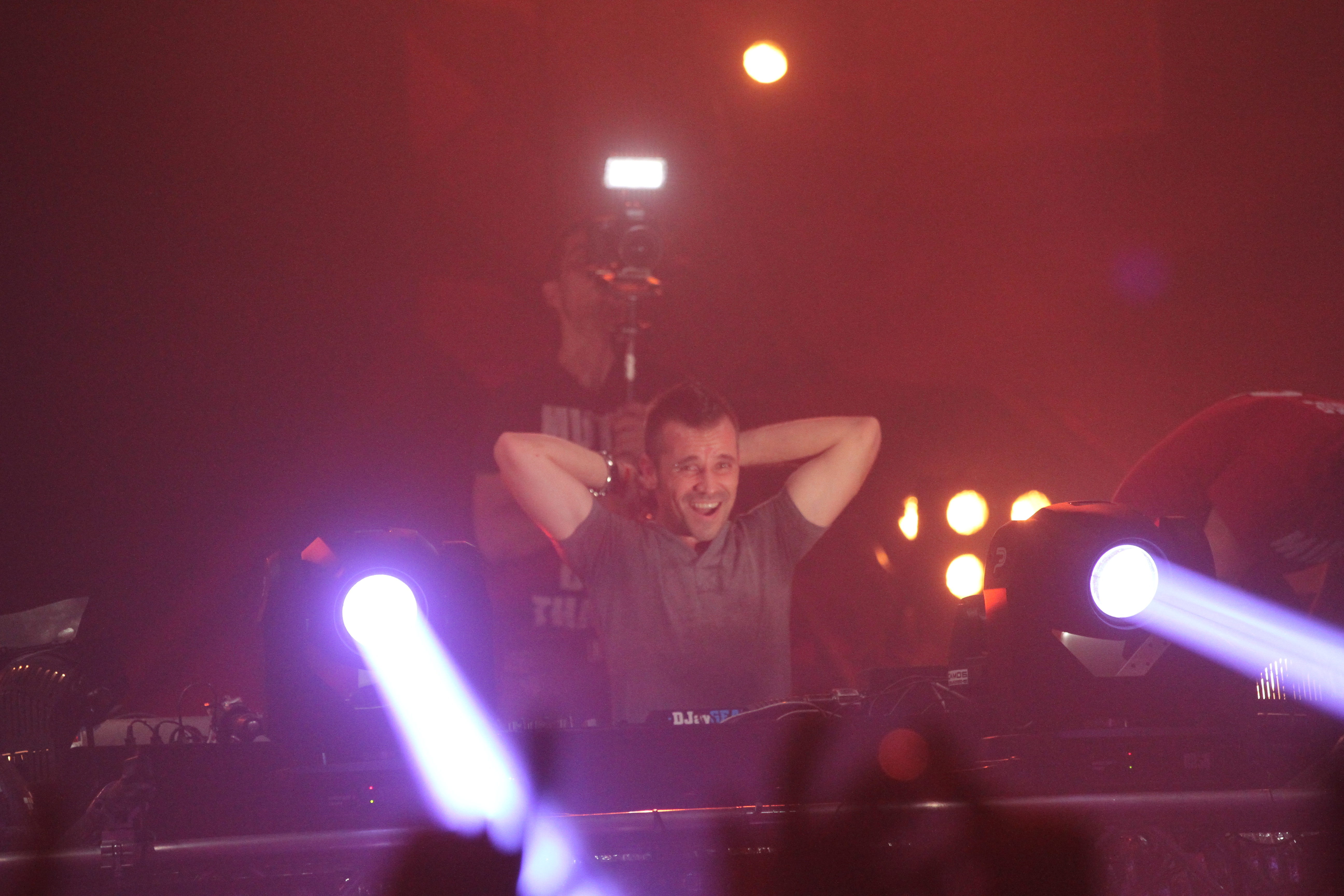
Noize Suppressor.

En 2004, Dilillo s'allie avec DJ Dek lors d'un live, après que Rudy ait décidé de mettre un terme à sa carrière musicale. C'est également à cette période que Dilillo commercialise ses plus gros titres à succès tels que Bonecrusher, Wash Machine et son remix de Thunderground. En 2005, D-Boy Records cesse toute activité, et Dilillo crée alors son propre label, Noize Records. En 2006, il commercialise son second album à très gros succès Hardcore Junky. En 2007, il emménage à Utrecht aux Pays-Bas. La même année, il participe au festival Project Hardcore.nl, le CD/DVD étant bien accueilli sur le site Partyflock avec une moyenne de 73 et 70 sur 100, respectivement.
En 2009, il présente pour la première fois en live une plateforme musicale, révolutionnaire dans la scène hardcore live, du nom de « Sonar », et entame une tournée mondiale centrée dessus le 4 février 2012,. Ce système est un appareil de haute technologie à infrarouge déclenchant une variété de sons et de samples,. Lors d'une entrevue, Dilillo explique, concernant sa tournée mondiale, que « l'expérience était absolument incroyable. Nous (Alessandro Dilillo & Stefano Sporani a.k.a. Noize Suppressor LIVE) avons été grandement soutenu et presque toutes les soirées affichaient complet. Le défi de faire une tournée avec le Sonar a causé pas mal de problème de transport, mais ça a fini par payer! On a eu l'occasion de présenter notre show 100 % live et une totale interaction avec le public. On a ramené une équipe de caméraman et une vidéo a été réalisée sur cette tournée. »
En date de 2012, Dilillo joue dans de nombreux festivals à succès dont Sensation, Qlimax, Masters of Hardcore, Mysteryland, Thunderdome, et Dominator. En octobre 2012, à l'occasion de la sortie de son futur album, le vidéoclip Circus of Hell est diffusé. Le 24 novembre 2012, le groupe organise la soirée Hardcore Never Dies. En 2015, il participe à un mixset sur la compilation Masters In The Mix Vol II, mixée aux côtés de DaY-már.

## Discographie

### Albums studio
- 2001 : The Album (D-Boy Black Label)
- 2003 : The Original N.S. Hardcore Style Album (So-Real Records)
- 2005 : Hardcore Junky (Noize Records)
- 2012 : Circus of Hell (Noize Records)
- 2016 : Legacy of Noize (Noize Records)

### EP et singles
- 1997 : The Noise Suppressor
- 1998 : Fuckin' Hard
- 1998 : The Hardcore Sound Of Rome
- 1999 : Noize Gang
- 2000 : Kiss
- 2001 : Forgeman
- 2001 : Outlaw / Ravecity
- 2001 : Under Paradise
- 2001 : Overdrive
- 2002 : Bike's Drum / Redroom
- 2002 : Bring da Noize!
- 2002 :  Italian Earthquake
- 2002 : Movin' Quickly
- 2002 : Fingherz
- 2004 : Wash Machine
- 2005 : Reanimation
- 2006 : Take Control
- 2007 : Era
- 2007 : Fire (avec DJ Mad Dog)
- 2007 :  Holes In Your Chest
- 2008 : Chronicles
- 2009 : Bone Crusher (Noize Records)
- 2009 : Nobody Like's (Noize Records)
- 2009 : Pole Position Lap II Anthem
- 2010 : Indestructable (Noize Records)
- 2012 : Bassdrum Bitch (avec DJ Mad Dog) (Noize Records)
- 2012 : Chicken Dance (feat. Lenny Dee)
- 2014 : I'm Running Shit (Noize Records)
- 2015 : Ears Bleed (Noize Records)
- 2016 : #MFFYF (avec DJ Mad Dog et vs. Rob Gee) (Dogfight Records)
- 2016 : Headshot (avec Tha Playah et MC Nolz) (Neophyte Records)
- 2016 : Man on a Mission (Noize Records)
- 2016 : Bouncing in the Ghetto (Dogfight Records)
- 2017 : Im Nin'Alu (Dogfight Records)
- 2017 : Disco Ballz (Dogfight Records)